# Graham Moore
Pour les articles homonymes, voir Graham Moore (scénariste).
Graham Moore (1764-1843), est un officier de marine britannique. Il sert dans la Royal Navy pendant les guerres de la Révolution et de l'Empire et parvient au grade d'Admiral. Il est le frère cadet du général John Moore.

## Biographie
Moore naît à Glasgow, en Écosse, il est le fils du docteur et auteur John Moore et de sa femme Jean Simson, fille de John Simson. Il entre dans la Navy en 1777 à l'âge de 13 ans, et est promu au grade de Lieutenant en 1782. Il est fait post-captain en 1794, peu après le début des guerres de la Révolution française, et placé au commandement de la frégate de 36 canons HMS Melampus à partir de 1800, avant d'être nommé sur HMS Indefatigable (44) en 1803.
Moore commande une escadre de quatre frégates de la Royal Navy - Indefatigable (44), HMS Medusa (32), HMS Lively (38) et HMS Amphion (32) - qui capture une flotte des Indes espagnole composée également de quatre frégates - Medea (40), Clara (34), Fama (34) et Nuestra Señora de las Mercedes (36) - transportant des métaux précieux depuis les Indes occidentales vers Cadix lors du combat du 5 octobre 1804.
Moore intègre par la suite l'escadre de Robert Calder imposant un blocus à Ferrol. En 1808, il sert en tant que Commodore, arborant son pavillon sur le HMS Marlborough, nouvellement sorti des chantiers navals, sous les ordres de l'Admiral William Sidney Smith, et participe au transfert de la famille royale portugaise au Brésil. Il intègre ensuite la flotte postée en mer du Nord pendant plusieurs années. Il est promu au grade de Rear-Admiral en 1812 et dévient brièvement commandant en chef de la mer Baltique, puis est nommé commandant en second de la Mediterranean Fleet en 1815 et sert au Conseil de l'Amirauté entre 1816 et 1820, il est promu Vice-Admiral en 1819. Il est commandant en chef de la Mediterranean Fleet entre 1820 et 1823. Il est Commander-in-Chief, Plymouth entre 1839 et 1842 et arbore à cette époque son pavillon sur le HMS Impregnable.
Moore alimenta un carnet détaillé de 1784 à 1806, plus tard publié en trente-sept volumes, qui fournit un compte-rendu unique de son service comme lieutenant, commandant et capitaine.
Plusieurs lieux au Canada ont été nommés en son honneur les Sir Graham Moore Islands, le Cape Graham Moore et la Graham Moore Bay.

## Mariage et descendance
En 1812, il épouse Dora Eden, fille de Thomas Eden; avec qui il a un fils